# I nuovi eroi (film 2004)
I nuovi eroi (Nouvelle-France), è un film del 2004 diretto da Jean Beaudin.
La vicenda narrata nella pellicola è un adattamento di una storia vera.

## Trama
Nuova Francia, 1759. Sullo sfondo della guerra franco-indiana, si svolge la storia d'amore tra il trappeur François Legardeur e la contadina Marie-Loup Carignan. Questa storia d'amore avrà una fine tragica perché Marie-Loup verrà accusata, anche se innocente, dell'uccisione del marito Xavier Maillard e poi verrà impiccata.